# یواس‌اس ایلوین (اف‌اف-۱۰۸۱)
یواس‌اس ایلوین (اف‌اف-۱۰۸۱) (به انگلیسی: USS Aylwin (FF-1081)) یک کشتی بود که طول آن ۴۳۸ فوت (۱۳۴ متر) بود. این کشتی در سال ۱۹۷۰ ساخته شد.